# Olympiska vinterspelen 2022
Olympiska vinterspelen 2022 (kinesiska: 第二十四届冬季奥林匹克运动会; pinyin: Dì Èrshísì Jiè Dōngjì Àolínpǐkè Yùndònghuì) var de 24:e (XXIV) olympiska vinterspelen och ägde rum i Peking i Kina, mellan den 4 och den 20 februari 2022. Officiell invigning skedde den 4 februari; dock inleddes tävlingarna redan den 2 februari med bland annat mixed curling. Peking blev därmed första stad som arrangerat såväl sommar-OS som vinter-OS. Sex städer ansökte om att få arrangera spelen, Almaty, Kraków, Lviv, Oslo, Stockholm och Peking. Under 2014 drog Stockholm, Kraków och Lviv tillbaka sina ansökningar. Den 7 juli 2014 valde IOK ut de tre kvarvarande städerna, Almaty, Oslo och Peking, till officiella kandidater. Under hösten 2014 drogs även Oslos ansökan tillbaka. Internationella olympiska kommittén valde Peking som arrangör på sin 127:e kongress i Kuala Lumpur den 31 juli 2015.
6 december 2021 anmälde USA att de kommer att genomföra en diplomatisk bojkott mot spelen som betyder att USA inte skickar statliga representanter till Kina. Orsaken till bojkotten är Kinas dåliga situation gällande mänskliga rättigheter.

## Ansökningar
Den internationella olympiska kommittén tog emot ansökningar från de nationella olympiska kommittéerna mellan den 6 juni och 14 november 2013. Almaty var den första staden att ansöka den 15 augusti 2013. Först i november blev den andra ansökan officiell då Peking offentliggjorde sin ansökan. Totalt sex städer lämnade in ansökningar i november. Sveriges olympiska kommitté avbröt sin ansökan i januari 2014 då Stockholms Stadshus inte ville ta frågan om ansökan till fullmäktige. Fem städer lämnade in fullständiga ansökningar till IOK innan den 14 mars 2014. I maj samma år meddelade Krakóws borgmästare efter en folkomröstning, där 69% röstade emot ett olympiskt vinterspel i staden, att ansökan dras tillbaka och i slutet av andra kvartalet meddelades det att Lviv också drar tillbaka sin ansökan på grund av oroligheterna i landet. Detta lämnade kvar tre städer i kampen om arrangörskapet, vilka valdes ut till officiella kandidater av IOK den 7 juli 2014. Dock drog Oslo tillbaka sin ansökan då den norska staten inte ville ge finansiella garantier. Utöver Oslo och Kraków hölls även folkomröstningar gällande ansökningar från tyska München och schweiziska St Moritz/Davos, där båda avvisade en eventuell ansökan.
- Almaty, Kazakstan

Den 15 augusti 2013 beslutades Almatys ledning och landets olympiska kommitté att ansöka. Detta efter att ha ansökt om olympiska vinterspelen 2014 och arrangerat asiatiska vinterspelen 2011, samt tilldelats vinteruniversiaden 2017. I samband med delgivningen av ansökan meddelade ordföranden för landets agentur för idrottslig utbildning att mycket av arenorna som skulle behövas redan finns eller planeras att byggas, samt att det som behöver byggas eller renoveras kommer att bli det om landet skulle tilldelas spelen.
- Peking, Kina

Den 5 november tillkännagav Kinas olympiska kommitté ansökan om spelen. I ansökan planeras Peking vara huvudorten, där alla arenor förutom en skridskoarena redan finns, tack vare arrangemanget av sommarspelen 2008. Då OS 2018 och 2020 båda tilldelats till städer i Nordostasien ansågs Pekings chanser på värdskapet minskade. Men i samband med tillkännagivandet sa ordföranden i Pekings Idrottsbyrå att vid en förlust skulle Peking ta lärdom och ansöka igen i framtiden.

## Spelen

### Sporter
I juli 2018 beslutade IOK att lägga till sju grenar på OS-programmet 2022, freestyle big air för damer och herrar, monobob för damer samt mix-lagtävlingar i aerials (freestyle), snowboardcross (snowboard), backhoppning och short track vilket ökar antalet grenar till 109. Följande 15 discipliner förekommer i sju sporter:
| - Alpin skidåkning - Backhoppning - Bob - Curling - Freestyle - Hastighetsåkning på skridskor - Ishockey - Konståkning | - Längdskidåkning - Nordisk kombination - Rodel - Short track - Skeleton - Skidskytte - Snowboard |

Inga helt nya sporter togs med, vilket innebär att t.ex. bandy fortfarande lämnas utanför spelen.

### Kalender
| ÖC | Öppningsceremoni | ● | Deltävlingar | 1 | Finaler | U | Uppvisningsshow | AC | Avslutningsceremoni |

| februari 2022                 | februari 2022                 | 2 Ons | 3 Tor | 4 Fre | 5 Lör | 6 Sön | 7 Mån | 8 Tis | 9 Ons | 10 Tor | 11 Fre | 12 Lör | 13 Sön | 14 Mån | 15 Tis | 16 Ons | 17 Tor | 18 Fre | 19 Lör | 20 Sön | Grenar |
| ----------------------------- | ----------------------------- | ----- | ----- | ----- | ----- | ----- | ----- | ----- | ----- | ------ | ------ | ------ | ------ | ------ | ------ | ------ | ------ | ------ | ------ | ------ | ------ |
| Ceremonier                    | Ceremonier                    |       |       | ÖC    |       |       |       |       |       |        |        |        |        |        |        |        |        |        |        | AC     | i.u.   |
| Alpin skidåkning              | Alpin skidåkning              |       |       |       |       | 1     | 1     | 1     | 1     | 1      | 1      |        | 1      |        | 1      | 1      | 1      |        | 1      |        | 11     |
| Backhoppning                  | Backhoppning                  |       |       |       | 1     | 1     | 1     |       |       |        | ●      | 1      |        | 1      |        |        |        |        |        |        | 5      |
| Bob                           | Bob                           |       |       |       |       |       |       |       |       |        |        |        | ●      | 1      | 1      |        |        | ●      | 1      | 1      | 4      |
| Curling                       | Curling                       | ●     | ●     | ●     | ●     | ●     | ●     | 1     | ●     | ●      | ●      | ●      | ●      | ●      | ●      | ●      | ●      | ●      | 1      | 1      | 3      |
| Freestyle                     | Freestyle                     |       | ●     |       | 1     | 1     | ●     | 1     | 1     | 1      |        |        | ●      | 2      | 1      | 1      | 1      | 2      | 1      |        | 13     |
| Hastighetsåkning på skridskor | Hastighetsåkning på skridskor |       |       |       | 1     | 1     | 1     | 1     |       | 1      | 1      | 1      | 1      |        | 2      |        | 1      | 1      | 2      |        | 14     |
| Ishockey                      | Ishockey                      |       | ●     | ●     | ●     | ●     | ●     | ●     | ●     | ●      | ●      | ●      | ●      | ●      | ●      | ●      | 1      | ●      | ●      | 1      | 2      |
| Konståkning                   | Konståkning                   |       |       | ●     |       | ●     | 1     | ●     |       | 1      |        | ●      |        | 1      | ●      |        | 1      | ●      | 1      | U      | 5      |
| Längdskidåkning               | Längdskidåkning               |       |       |       | 1     | 1     |       | 2     |       | 1      | 1      | 1      | 1      |        |        | 2      |        |        | 1      | 1      | 12     |
| Nordisk kombination           | Nordisk kombination           |       |       |       |       |       |       |       | 1     |        |        |        |        |        | 1      |        | 1      |        |        |        | 3      |
| Rodel                         | Rodel                         |       |       |       | ●     | 1     | ●     | 1     | 1     | 1      |        |        |        |        |        |        |        |        |        |        | 4      |
| Short track                   | Short track                   |       |       |       | 1     |       | 2     |       | 1     |        | 1      |        | 2      |        |        | 2      |        |        |        |        | 9      |
| Skeleton                      | Skeleton                      |       |       |       |       |       |       |       |       | ●      | 1      | 1      |        |        |        |        |        |        |        |        | 2      |
| Skidskytte                    | Skidskytte                    |       |       |       | 1     |       | 1     | 1     |       |        | 1      | 1      | 2      |        | 1      | 1      |        | 1      | 1      |        | 11     |
| Snowboard                     | Snowboard                     |       |       |       | ●     | 1     | 1     | 2     | 1     | 2      | 1      | 1      |        | ●      | 2      |        |        |        |        |        | 11     |
| Antal grenfinaler             | Antal grenfinaler             | 0     | 0     | 0     | 6     | 7     | 8     | 10    | 6     | 8      | 7      | 6      | 7      | 5      | 9      | 7      | 6      | 4      | 9      | 4      | 109    |
| Ackumulerat antal grenfinaler | Ackumulerat antal grenfinaler | 0     | 0     | 0     | 6     | 13    | 21    | 31    | 37    | 45     | 52     | 58     | 65     | 70     | 79     | 86     | 92     | 96     | 105    | 109    | 109    |
| februari 2022                 | februari 2022                 | 2 Ons | 3 Tor | 4 Fre | 5 Lör | 6 Sön | 7 Mån | 8 Tis | 9 Ons | 10 Tor | 11 Fre | 12 Lör | 13 Sön | 14 Mån | 15 Tis | 16 Ons | 17 Tor | 18 Fre | 19 Lör | 20 Sön | Totalt |

### Arenor

Yanqings och Zhangjiakous läge i förhållande till Peking.

Huvudorten blev Peking, där alla arenor utom skridskoarenan redan finns. Grenarna på snö genomfördes runt städerna Yanqing och Zhangjiakou belägna cirka 100 respektive 200 km nordväst om Peking. År 2019 färdigställdes bygget av en höghastighetsjärnväg mellan Peking och Zhangjiakou som ger en restid på omkring 45 minuter.
Arenor i Peking: Pekings Nationalstadion, Huvudstadens inomhusstadion, LeSports Center, Pekings Nationella inomhusstadion och Pekings Nationella simstadion.

### Deltagande nationer
Vid spelen deltog följande 91 nationer.
| - Albanien - Amerikanska Jungfruöarna - Amerikanska Samoa - Andorra - Argentina - Armenien - Australien - Azerbajdzjan - Belarus - Belgien - Bolivia - Bosnien och Hercegovina - Brasilien - Bulgarien - Chile - Colombia - Cypern - Danmark - Ecuador - Eritrea - Estland - Filippinerna - Finland | - Frankrike - Georgien - Ghana - Grekland - Haiti - Hongkong - Indien - Iran - Irland - Island - Israel - Italien - Jamaica - Japan - Kanada - Kazakstan - Kina - Kirgizistan - Kosovo - Kroatien - Lettland - Libanon - Liechtenstein | - Litauen - Luxemburg - Madagaskar - Malaysia - Malta - Marocko - Mexiko - Moldavien - Monaco - Mongoliet - Montenegro - Nederländerna - Nigeria - Nordmakedonien - Norge - Nya Zeeland - Pakistan - Peru - Polen - Portugal - Puerto Rico - ROC - Rumänien | - San Marino - Saudiarabien - Schweiz - Serbien - Slovakien - Slovenien - Spanien - Storbritannien - Sverige - Sydkorea - Kinesiska Taipei se Kinesiska Taipei, avser tävlande från Taiwan - Thailand - Tjeckien - Trinidad och Tobago - Turkiet - Tyskland - Ukraina - Ungern - USA - Uzbekistan - Österrike - Östtimor |

### Medaljtoppen
| Pl. | Land          | Guld | Silver | Brons | TAM | PEAM |
| --- | ------------- | ---- | ------ | ----- | --- | ---- |
| 1   | Norge         | 16   | 8      | 13    | 37  | 1    |
| 2   | Tyskland      | 12   | 10     | 4     | 26  | 3    |
| 3   | Kina          | 9    | 4      | 2     | 15  | 11   |
| 4   | USA           | 8    | 10     | 7     | 25  | 5    |
| 5   | Sverige       | 8    | 5      | 5     | 18  | 6    |
| 6   | Nederländerna | 8    | 5      | 4     | 17  | 9    |
| 7   | Österrike     | 7    | 7      | 4     | 18  | 6    |
| 8   | Schweiz       | 7    | 2      | 6     | 15  | 12   |
| 9   | ROC           | 6    | 12     | 14    | 32  | 2    |
| 10  | Frankrike     | 5    | 7      | 2     | 14  | 12   |

## Klimat
Medeltemperaturen i Peking i februari är +5 °C som högst på dagen och –5 °C som lägst på natten. Medeltemperaturen i Zhangjiakou i februari är +1 °C respektive –10 °C.

## Sändningsrättigheter
Hittills[skrivet 2015] har IOK tilldelat sex TV-stationer sändningsrättigheter för spelen. Dessa är koreanska SBS för sändningar i Nordkorea och Sydkorea, NBCUniversal för sändningarna i USA, CCTV för Kina, Discovery, Inc. för Europa, beIN Sports för Nordafrika och Mellanöstern, samt Japan Consortium för sändningarna i Japan.
I Sverige kunde man följa sändningarna på Kanal 5, Kanal 9, Discovery+ samt på Eurosport.